# 稲田有史
稲田 有史（いなだ ゆうじ、1959年8月29日 - 2020年2月16日）は、日本の整形外科医。奈良県奈良市生まれ。
の中でも「末梢神経損傷に対するPGA-C tubeを用いた再生治療」のパイオニアとして注目される。
医療法人社団「湧水（ゆうすい）方円会」（稲田有史理事長）が2020年3月4日、奈良地裁に自己破産を申請し、手続き開始の決定を受けたと東京商工リサーチ奈良支店が発表した。同支店によると、負債総額は約1億7千万円。同会が奈良市大森町で運営する稲田病院（32床）も閉院した。同法人は2014年設立。病院長の稲田理事長が2020年2月に亡くなり、破産申請に至った。

## 経歴
1959年8月29日、稲田病院長で外科医の父・道夫と母・京子の二男として出生。1977年3月、奈良県立奈良高等学校卒業。1983年3月、久留米大学医学部卒業。

## 職歴
1983年5月、奈良県立医科大学（整形外科学）入局。1991年5月、整形外科専門医取得。医学博士号取得。1991年7月、ニューヨーク・コーネル大学医学部付属HSS (The Hospital for Special Surgery.NewYork) 留学。
1995年7月、奈良県立医科大学緊急医学教室講師。2000年7月、G8九州沖縄サミット・デイゴ作戦（国家救急医療作戦）整形外科専門医チーム代表選出。
2003年4月、京都大学再生医科学研究所（現：京都大学ウイルス・再生医科学研究所）臓器再建応用分野非常勤講師。2013年講師。
人工神経の開発・臨床応用に参加。「人工神経誘導チューブ」(PolyGlocolic Acid-Collagen tube) の基礎実験・臨床応用を継続。
2004年1月、稲田病院院長。
奈良県立医科大学整形外科、麻酔科、耳鼻咽喉科、高度救命救急センター非常勤講師。
耳鼻咽喉科において-鼓索神経、顔面神経再建。
麻酔科ペインクリニック-複合性局所疼痛症候群 CRPS (Complex Regional Pain Syndrome typeⅡ:causalgia) 治療。
2004年9月人工神経誘導チューブが、末梢神経欠損に対するのみならず、神経因性疼痛に効果があることを発見。これらの結果は『NeuroSurgery』誌に論文採用され同誌の表紙を飾り、PGA-C tubeの世界初の臨床成功例として紹介された。自家神経移植例との比較実験も行い『Brain Research』に採用される。
今なお年間1000例以上の外傷再建手術をこなし、指の再接着率は96%。
資格／日本手外科学会評議員。日本末梢神経学会評議員。公益社団法人日本整形外科学会認定整形外科専門医。
医療法人湧水方円会　稲田病院理事長・院長。
京都大学ウイルス・再生医科学研究所臓器再建応用部門　非常勤講師。
奈良県立医科大学臨床教授・整形外科・高度救急センター・麻酔科・耳鼻咽喉科。
関西医科大学生化学教室　非常勤講師。
AO EastAsia,soft tissue coverage member。